# 132-й гвардейский штурмовой авиационный полк
132-й гварде́йский штурмово́й авиацио́нный орденов Богдана Хмельницкого и Александра Невского полк — воинская часть вооружённых РККА в Великой Отечественной войне.

## Полное наименование
132-й гварде́йский штурмово́й ордено́в Богда́на Хмельни́цкого и Алекса́ндра Не́вского авиацио́нный полк

## Наименование полка
В различные годы своего существования полк имел наименования:
- 227-й бомбардировочный авиационный полк;
- 801-й штурмовой авиационный полк;
- 132-й гвардейский штурмовой авиационный полк;
- 132-й гвардейский штурмовой авиационный ордена Александра Невского полк;
- 132-й гвардейский штурмовой авиационный орденов Богдана Хмельницкого и Александра Невского полк;
- 749-й гвардейский штурмовой орденов Богдана Хмельницкого и Александра Невского авиационный полк.

## Формирование полка
Приказом НКО СССР 801-й штурмовой авиационный полк «…За проявленную отвагу в боях за Отечество с немецкими захватчиками, стойкость и проявленный при этом героизм…» 3 сентября 1943 года преобразован в 132-й гвардейский штурмовой авиационный полк

## В действующей армии
В составе действующей армии:
- с 3 сентября 1943 года по 4 января 1944 года, всего 123 дня
- с 10 апреля 1944 года по 11 мая 1945 года, всего 396 дней,

Итого — 519 дней

## Подчинение
| Дата                 | Фронт (округ)             | армия                            | корпус                                        | Дивизия                                                              | Примечания                                         |
| -------------------- | ------------------------- | -------------------------------- | --------------------------------------------- | -------------------------------------------------------------------- | -------------------------------------------------- |
| 1940 год             |                           |                                  | -                                             | 16-я смешанная авиационная дивизия                                   | аэродром Соломенка (Жуляны), г. Киев               |
| 12.1940 — 05.1941 г. | -                         | -                                | -                                             | Харьков                                                              | переучивание на Су-2 и получение новой техники     |
| до 24.06.1941        | ВВС Киевского округа      | -                                | -                                             | 16 смешанная авиационная дивизия                                     | аэродром Бородянка, летний аэродром                |
| 24.06.1941 г.        | ВВС Киевского округа      | -                                | -                                             | 62-я авиационная дивизия                                             | перебазирование на аэродром Баскаки 25.06.1941     |
| 27.06.1941 г         | Юго-Западный фронт        | 5-я армия                        | -                                             | 62-я авиационная дивизия                                             | -                                                  |
| 15.07.1941 г.        | Юго-Западный фронт        | 5-я армия                        | -                                             | 62-я авиационная дивизия                                             | аэр. Чернигов                                      |
| 10.08.1941 г.        | Приволжский военный округ | ВВС Приволжского военного округа |                                               | 1-я запасная авиационная бригада                                     | выведен на переформирование и переучивание         |
| 29.06.1942 г.        | Брянский фронт            | 2-я воздушная армия              |                                               | 225-я штурмовая авиационная дивизия                                  | -                                                  |
| 07.07.1942 г.        | Брянский фронт            | 2-я воздушная армия              |                                               | 227-я штурмовая авиационная дивизия                                  | -                                                  |
| 09.07.1942 г.        | Воронежский фронт         | 2-я воздушная армия              |                                               | 227-я штурмовая авиационная дивизия                                  | -                                                  |
| 12.11.1942 г.        | Резерв Ставки ВГК         | -                                | 2-й штурмовой авиационный корпус              | 232-я штурмовая авиационная дивизия                                  | -                                                  |
| 01.12.1942 г.        | Калининский фронт         | 3-я воздушная армия              | 2-й штурмовой авиационный корпус              | 232-я штурмовая авиационная дивизия                                  | -                                                  |
| 01.01.1943 г.        | Волховский фронт          | 14-я воздушная армия             | -                                             | 232-я штурмовая авиационная дивизия                                  | -                                                  |
| 01.02.1943 г.        | Волховский фронт          | 14-я воздушная армия             | -                                             | 232-я штурмовая авиационная дивизия                                  | -                                                  |
| 01.03.1943 г.        | Калининский фронт         | 3-я воздушная армия              | 2-й штурмовой авиационный корпус              | 232-я штурмовая авиационная дивизия                                  | -                                                  |
| 01.04.1943 г.        | Калининский фронт         | 3-я воздушная армия              | 2-й штурмовой авиационный корпус              | 232-я штурмовая авиационная дивизия                                  | -                                                  |
| 01.05.1943 г.        | Калининский фронт         | 3-я воздушная армия              | 2-й штурмовой авиационный корпус              | 232-я штурмовая авиационная дивизия                                  | -                                                  |
| 01.06.1943 г.        | Калининский фронт         | 3-я воздушная армия              | 2-й штурмовой авиационный корпус              | 232-я штурмовая авиационная дивизия                                  | -                                                  |
| 01.07.1943 г.        | Западный фронт            | 1-я воздушная армия              | 2-й штурмовой авиационный корпус              | 232-я штурмовая авиационная дивизия                                  | -                                                  |
| 01.08.1943 г.        | Западный фронт            | 1-я воздушная армия              | 2-й штурмовой авиационный корпус              | 232-я штурмовая авиационная дивизия                                  | -                                                  |
| 01.09.1943 г.        | Западный фронт            | 1-я воздушная армия              | 2-й штурмовой авиационный корпус              | 232-я штурмовая авиационная дивизия                                  | -                                                  |
| 06.09.1943 г.        | Западный фронт            | 1-я воздушная армия              | 2-й штурмовой авиационный корпус              | 7-я гвардейская штурмовая авиационная дивизия                        | Смоленская область                                 |
| 24.03.1944 г.        | Западный фронт            | 1-я воздушная армия              | 2-й штурмовой авиационный корпус              | 7-я гвардейская штурмовая авиационная дивизия                        | Румыния                                            |
| 04.01.1944 г.        | Резерв Ставки ВГК         |                                  | 2-й штурмовой авиационный корпус              | 7-я гвардейская штурмовая авиационная дивизия                        | Венгрия                                            |
| 10.04.1944 г.        | 2-й Украинский фронт      | 5-я Воздушная армия              | 2-й штурмовой авиационный корпус              | 7-я гвардейская штурмовая авиационная дивизия                        | аэр. Рушы (Румыния)                                |
| 12.05.1944 г.        | 2-й Украинский фронт      | 5-я Воздушная армия              | 2-й штурмовой авиационный корпус              | 7-я гвардейская штурмовая авиационная дивизия                        | аэр. Гынза (Румыния)                               |
| 16.10.1944 г.        | 2-й Украинский фронт      | 5-я Воздушная армия              | 2-й штурмовой авиационный корпус              | 7-я гвардейская штурмовая авиационная дивизия                        | Венгрия                                            |
| 27.10.1944 г.        | 2-й Украинский фронт      | 5-я Воздушная армия              | 3-й гвардейский штурмовой авиационный корпус  | 7-я гвардейская штурмовая авиационная дивизия                        |                                                    |
| 08.04.1945 г.        | 2-й Украинский фронт      | 5-я Воздушная армия              | 2-й штурмовой авиационный корпус              | 7-я гвардейская штурмовая авиационная дивизия                        | Австрия                                            |
| 11.05.1945 г.        | 2-й Украинский фронт      | 5-я Воздушная армия              | 3-й гвардейский штурмовой авиационный корпус  | 7-я гвардейская штурмовая авиационная дивизия                        | Австрия                                            |
| 10.06.1945 г.        | Южная группа войск        | 17-я Воздушная армия             | 3-й гвардейский штурмовой авиационный корпус  | 7-я гвардейская штурмовая авиационная дивизия                        | Австрия                                            |
| 06.07.1945 г.        | Южная группа войск        | 17-я Воздушная армия             | 3-й гвардейский штурмовой авиационный корпус  | 7-я гвардейская штурмовая авиационная дивизия                        | Арад, Румыния                                      |
| 01.01.1948 г.        | Одесский военный округ    | 5-я Воздушная армия              | 3-й гвардейский штурмовой авиационный корпус  | 7-я гвардейская штурмовая авиационная дивизия                        | Арад, Румыния                                      |
| 01.08.1948 г.        | Одесский военный округ    | 5-я Воздушная армия              | 3-й гвардейский штурмовой авиационный корпус  | 7-я гвардейская штурмовая авиационная дивизия                        | аэр. Школьный, г. Одесса                           |
| 09.01.1949 г.        | Одесский военный округ    | 5-я Воздушная армия              | 3-й гвардейский штурмовой авиационный корпус  | 7-я гвардейская штурмовая авиационная дивизия                        |                                                    |
| 20.02.1949 г.        | Одесский военный округ    | 48-я Воздушная армия             | 63-й гвардейский штурмовой авиационный корпус | 135-я гвардейская штурмовая авиационная дивизия                      |                                                    |
| 11.04.1956 г.        | Одесский военный округ    | 48-я Воздушная армия             | 63-й гвардейский штурмовой авиационный корпус | 135-я гвардейская истребительно-бомбардировочная авиационная дивизия | переименован в истребительно-бомбардировочный полк |

9 мая 1945 г. полк встретил на аэродроме ХХХ (Австрия).

## Командование

### Командиры полка
- половник Григорий Прокофьевич Турыкин 1940 — 09.41
- полковник[5] Быков Николай Николевич(сентябрь 1943 год (?)- февраль 1945 года (?))[6][7][8]

### Начальник штаба
- майор Житковский Степан Николаевич[9]

## Герои Советского Союза
- Белоконь Кузьма Филимонович, гвардии капитан, лётчик 132-го гвардейского штурмового авиационного полка 7-й гвардейской штурмовой авиационной дивизии 3-го гвардейского штурмового авиационного корпуса 5-й Воздушной армии Указом Президиума Верховного Совета СССР 24 октября 1944 года удостоен звания Герой Советского Союза. Золотая Медаль № 4852.

## Боевые награды полка
| Награда                               | Дата       | За что получена |
| ------------------------------------- | ---------- | --- |
| Советская гвардия                     | 03.09.1943 | За проявленную отвагу в боях за Отечество с немецкими захватчиками, стойкость и проявленный при этом героизм Приказом НКО СССР № 265 от 03.09.1943 г. полк переименован в 132-й гвардейский штурмовой авиационный полк                                 |
| Орден Александра Невского             | 17.05.1945 | За образцовое выполнение заданий командования в боях с немецкими захватчиками при овладении городами Мадьяровар, Кремница и проявленные при этом доблесть и мужество                                                                                   |
| Орден Богдана Хмельницкого II степени | 04.06.1945 | За образцовое выполнение заданий командования в боях с немецкими захватчиками при овладении городами Яромержице, Зноймо, Голлабрунн, Штоккерау и проявленные при этом доблесть и мужество Указом Президиума Верховного Совета СССР от 4 июня 1945 года |

## Эпизоды
30.08.1941 г. Налёт на аэродром
Утром 30.08.1941 г. группа Су-2 227 ббап (62 бад, Юго-Западный фронт), под командованием капитана Дятлова налетело на аэродром Белая Церковь в момент, когда на нём стояли в несколько рядов готовые к вылету Ju-88 и Bf-1O9. He дав немецким самолётам подняться, советские лётчики уничтожили на аэродроме больше 30 вражеских машин. На обратном пути на подразделение советских бомбардировщиков напали четыре «Мессершмитта». В бою стрелки-радисты сбили две вражеские машины.
По немецким данным несколько авиабомб разрушили ремонтную базу вместе с находившимися там машинами. 10 Bf-109F из I. и III./JG3 были уничтожены на аэродроме. Факт удачного для Су-2 воздушного боя немцы не признают, поскольку они несколько дней практически не имели исправных «Мессершмиттов» на данном участке фронта.
Источник: Дмитрий Хазанов, Николай Гордюков. Су-2 на фронтах Великой Отечественной.